# Val di Cornia rosso
La Val di Cornia Rosso o Rosso della Val di Cornia è una DOCG, anche con la menzione riserva, riservata ad alcuni vini prodotti nelle provincie di Livorno e Pisa.

## Zona di produzione
La zona è delimitata su sei comuni:
- in provincia di Livorno: interamente a Suvereto e  Sassetta, in parte a Piombino, San Vincenzo e Campiglia Marittima;
- in provincia di Pisa: interamente Monteverdi Marittimo.

## Storia
Plinio il Vecchio segnalò l'esistenza di una vite gigantesca a Populonia, notizia confermata da Targioni Terzetti nel XVII. 
Nel XIV secolo la famiglia Della Gherardesca, feudataria di un territorio che andava da Cecina a Follonica, diede un impulso alla diffusione dell’attività vitivinicola. Un incremento più consistente ed esteso delle attività viticole ed enologiche si ebbe a partire dal XVII secolo, con la nascita dell'Accademia dei Georgofili e la riduzione del latifondo.
Intorno al 1830 estese bonifiche crearono nuovi spazi agricoli; Emanuele Repetti nel 1843 descrisse i terreni bonificati: «Ora colui che attraversasse il piano di Campiglia e le pendici del suo poggio stupirebbe in vedere l’uno e l’altre coperte di vigne, di oliveti […] vedrebbe vaste campagne adorne di vigneti disposti a filari, poggianti alle canne [anche se] alcune moderne piantagioni sono all’uso fiorentino».
Le prime testimonianze di un certo valore economico appaiono nel 1886, con la partecipazione di cinque produttori di Suvereto all'Esposizione Mondiale di Roma: nel 1893 tre viticoltori di Campiglia Marittima parteciparono alla mostra di Zurigo. 
Nel 1980 nasce la prima mostra dei vini della Val di Cornia e negli anni a venire il riconoscimento della DOC “Val di Cornia”.

## Tecniche di produzione
I sesti di impianto, le forme di allevamento, i sistemi di potatura devono essere quelli tradizionali. Le operazioni di vinificazione e di invecchiamento devono essere effettuate nella zona di produzione.
È consentito arricchire i mosti e i vini con mosti concentrati ottenuti da uve locali  o con mosto o altre tecnologie.
La tipologia "rosso" può essere messo in vendita da maggio del secondo anno successivo alla vendemmia; se qualificato "riserva" si deve attendere l'inizio del terzo anno, comprendente anche un affinamento obbligatorio di diciotto mesi botte e sei in bottiglia.
Può essere utilizzata la menzione "vigna"
È obbligatorio indicare in etichetta l'annata di produzione delle uve; le bottiglie consentite sono solo bordolese o borgognona, con tappo di sughero raso bocca.

## Disciplinare
Nel 1989 venne istituita la DOC "Val  di  Cornia", che prevedeva le tipologie  bianco,  rosato  e  rosso, obbligatoriamente designate con il nome di una delle quattro sottozone di Campiglia  Marittima,  San Vincenzo e Piombino, coincidenti con i  confini dei  rispettivi comuni, e di Suvereto, in cui rientravano anche terreni posti a Monteverdi Marittimo e Sassetta. Nel 2011 sono state abrogate le sottozone e sono state scorporate le DOCG Suvereto e Val di Cornia rosso.
- La DOCG "Val di Cornia rosso" è stata istituita con DM 18.11.2011; in seguito è stata modificata con:
- DM 30.11.2011, pubblicato sulla G.U. n.295
- DM 07.03.2014, pubblicato sul sito ufficiale del Mipaaf.

## Tipologie

### Rosso
È consentita la menzione vigna ed è prevista la dizione "riserva"
|                                | Rosso | Rosso riserva |
| uvaggio                        | Sangiovese minimo 40%; Cabernet Sauvignon e Merlot anche congiuntamente, massimo 60%; altre uve nere fino al 20%. | Sangiovese minimo 40%; Cabernet Sauvignon e Merlot anche congiuntamente, massimo 60%; altre uve nere fino al 20%. |
| titolo alcolometrico minimo    | 12,50% vol. | 13,00% vol. |
| acidità totale minima          | 4,50 g/l. | 4,50 g/l. |
| estratto secco minimo          | 25,00 g/l. | 25,00 g/l. |
| resa massima di uva per ettaro | 90 q. | 90 q. |
| resa massima di uva in vino    | 70 % | 70 % |